# Markt Wald
Markt Wald è un comune tedesco di 2 300 abitanti, situato nel land della Baviera.